# リョウ (歌手)
リョウ（2007年〈平成19年〉8月4日 -  ）は日本人の歌手。男性アイドルグループNCTのメンバー。本名は廣瀬 遼（ひろせ りょう）。SMエンタテインメント所属。京都府出身。2024年2月、NCT WISHでデビュー。

## 来歴

### 生い立ち
2007年8月4日、京都府で生まれる。
幼少期からEXO、SHINee、NCTといったSMエンタテインメントのアーティストのコンサートに行っていた。
中高一貫の男子校に通っていた。

### SMエンタ入社
子供の頃からSMエンタテインメントのアーティストが好きであったことと、NCTのメンバーのドヨンが好きになったことから、アーティストになる夢を持つようになった。
NCT 127の日本単独ツアー「The Origin」のコンサート会場でグッズを買おうと列に並んでいた時にスカウトされ、SMエンタテインメントに練習生として入社した。

### NCTデビュー（2023年 - ）

#### 2023年
7月26日より、プレデビューリアリティ番組『NCT Universe: LASTART』にSM練習生として出演した。
9月7日、NCT NEW TEAMのメンバーとしてデビューが決定した。
10月8日、所属ユニットNCT NEW TEAMがプレデビューシングル「Hands Up」を発売した。

#### 2024年
2月21日、東京ドームで開催された「SMTOWN LIVE 2024 SMCU PALACE @TOKYO」でデビュー曲「WISH」を披露し、NCT WISHとして正式デビュー。

## 人物

### 性格・ニックネーム
活動的で、活発な性格。座右の銘は「粉骨砕身」。シズニー（NCTのファン）の姉がいる（2004年生）。祖父母は石川県在住である。MBTI性格診断はENFP型、ENTP型。
リョウを表す絵文字には動物の「アザラシ（オットセイ）」が使われている。チャームポイントは目の横に2つあるほくろ。ニックネームは「マルチーズ」、「リョウちゃん」。会話での一人称は「リョウ」。

### 趣味・嗜好
趣味は映画鑑賞、絵を描くこと。オーケストラ部に所属していたことがあり、ヴァイオリンを担当していた。
好きなスポーツはバスケットボール、サッカー。バスケットボール部とドッジボール部に所属していたことがある。
好きな食べ物は抹茶、果物、マカロン、マンゴー、モンシェル（韓国のチョコパイ）。好きなアイスクリームのフレーバーはコットンキャンディ。嫌いな食べ物はきのこ。
ロールモデルはNCTのメンバーのドヨン、ヘチャン。
好きなアーティストはBoA。一番好きな曲は「スキだよ」。
子供の頃の夢は宇宙飛行士。小学校4年生頃から宇宙に興味を持った。

### とんとん
大切にしているものは、生まれたときから一緒に過ごしている人形の「とんとん」。「とんとん」は元々リョウの両親が結婚した際に、父親が母親にプレゼントした人形で、リョウが誕生したタイミングで母親から譲り受けたもの。名前の由来はボタンを押すと「とんとん」という音を立てて踊りながら動く仕組みだったことから来ている。片方だけ色の違う耳はリョウの姉と父が縫って作り直してくれたもの。この緑の耳には 「NCT」「RYO」「DY（ドヨン）」と縫われている。
2024年12月に発売された、NCT WISHの日本1stアルバム『WISHFUL』のタイトル曲「Wishful Winter」のミュージックビデオでは「とんとん」がモチーフとなっている。

### ランキング
2023年11月、アプリケーション「IDOL CHAMP」の「フルーツのようにジューシーなビジュアルのアイドル」部門で1位を獲得した。

## 出演

### テレビ番組
- 日本テレビ『NCT Universe: LASTART』（2023年）
- 日本テレビ『ヒルナンデス!』（2024年6月26日）[29]

### スペシャルステージ
- 東方神起・SUPER JUNIOR「Show Me Your Love」-「SMTOWN LIVE 2025」（2025年1月、東方神起・SUPER JUNIOR・スホ・チャンヨル・ジャニー・ジョンウ・チョンロ・テン・ウンソク・サクヤらと）[30]

## イベント
| 年   | イベント名     | 開催日  | 開催場所     | 参考   |
| ---- | -------------- | ------- | ------------ | ------ |
| 2024 | 16thKMF2024 MC | 10月6日 | 横浜アリーナ | [ 31 ] |